# Favolaschia roseogrisea
Favolaschia roseogrisea är en svampart som beskrevs av Singer 1974. Favolaschia roseogrisea ingår i släktet Favolaschia och familjen Mycenaceae.   Inga underarter finns listade i Catalogue of Life.